# Vauxbuin
Vauxbuin es una comuna francesa situada en el departamento de Aisne, en la región de Nueva Aquitania.

## Demografía
| 656 | 663 | 588 | 936 | 905 | 827 | 785 |
| Para los censos de 1962 a 1999 la población legal corresponde a la población sin duplicidades (Fuente: INSEE [Consultar]) |     |     |     |     |     |     |